# Natalia Ginzburg
Natalia Ginzburg (Palermo, 1916. július 14. –‎ Róma, 1991. október 7.) olasz író volt, akinek művei a családi kapcsolatokat, a fasiszta évek és a második világháború alatti és utáni politikát, valamint a filozófiát dolgozták fel. Regényeket, novellákat és esszéket írt, amelyekért Strega-díjat és Bagutta-díjat kapott.
Aktivista, az 1930-as években egy ideig az Olasz Kommunista Párt tagja volt. 1983-ban független politikusként beválasztották a római parlamentbe.

## Fiatalkora és iskolái
Natalia Levi néven született Szicíliában, de fiatalkorának nagy részét Torinóban töltötte családjával, mivel apja 1919-ben a Torinói Egyetemen vállalt állást. Édesapja, Giuseppe Levi, a neves olasz hisztológus, olasz zsidó családban született; édesanyja, Lidia Tanzi (Drusilla Tanzi nővére) katolikus volt. Szülei nem voltak vallásosak, ateistaként nevelték Nataliát, nővérét, Paolát (aki később Adriano Olivettihez ment feleségül) és három testvérét. Otthonukban afféle kulturális szalont vittek: szülei értelmiségieket, aktivistákat és iparosokat hívtak meg. Natalia 1933-ban, 17 évesen, a Solaria című folyóiratban publikálta első novelláját, „I bambini” címen.

## Házasság és család

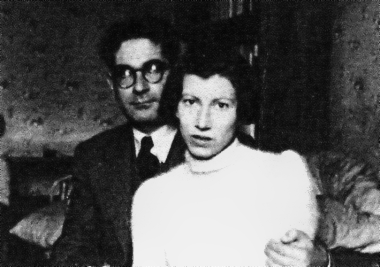
Natalia és Leone Ginzburg

1938-ban feleségül ment Leone Ginzburghoz, három gyermekük született: Carlo, Andrea és Alessandra. Fiuk, Carlo Ginzburg történész lett.
Bár Natalia Ginzburg a második világháború alatt viszonylag szabadon élhetett, férje, Leone antifasiszta tevékenysége miatt belső száműzetésbe került, 1941 és 1943 között egy abruzzói faluba, Pizzoliba helyezték. Ő és gyermekei az idő nagy részét együtt töltötték.
A fasiszta rezsim ellenzőjeként férjével titokban Rómába mentek, és egy antifasiszta újságot szerkesztettek, amíg Leone Ginzburgot le nem tartóztatták. A börtönben halt meg 1944-ben, miután súlyosan megkínozták.
1950-ben Ginzburg újra férjhez ment, Gabriele Baldini angol-irodalom tudóshoz. Rómában éltek. A férfi 1969-ben halt meg.

## Pályája
Házassága után a legtöbb későbbi publikációban a „Natalia Ginzburg” (esetenként „Ginzberg”) nevet használta. Első regénye „Alessandra Tornimparte” álnéven jelent meg 1942-ben, a fasiszta Olaszország legantiszemitább időszakában, amikor a zsidóknak tilos volt publikálniuk.
Az 1940-es évek nagy részében az alkotói munka mellett az Einaudi kiadónak dolgozott Torinóban. Ők adták ki a háború utáni Olaszország néhány vezető alakját, köztük Carlo Levit, Primo Levit, Cesare Pavesét és Italo Calvinót. Ginzburg második regénye 1947-ben jelent meg.
A háború alatt férjével együtt átélt élmények megváltoztatták zsidó identitásának megítélését. A háború és a holokauszt által felvetett kérdéseken mélyen elgondolkodott, szépirodalmi művekben és esszékben foglalkozott velük. Támogatni kezdte a katolicizmust, ami vitát váltott ki környezetében, mert úgy vélte, hogy Krisztus üldözött zsidó volt. Ellenezte a feszületek eltávolítását a középületekről, de állítólagos katolikus hitre térése ellentmondásos, és a legtöbb forrás még mindig „ateista zsidónőnek” tartja.
1950-től kezdve, amikor Ginzburg újra férjhez ment és Rómába költözött, irodalmi pályafutásának legtermékenyebb időszakába lépett. A következő 20 év során jelentette meg legtöbb művét, ez hozta meg számára a népszerűséget. Ő és Baldini alaposan kivették részüket a város kulturális életéből.
1964-ben eljátszotta Betániai Mária szerepét Pier Paolo Pasolini Máté evangéliuma című filmjében.
Egész életében aktivistaként és polemizálóként politizált. Mint sok prominens antifasiszta, egy ideig ő is az Olasz Kommunista Párt tagja volt. Függetlenként 1983-ban beválasztották az olasz parlamentbe.

## Öröksége
2020-ban a New York Review of Books egyetlen kötetben adta ki Ginzburg novelláit, a Valentino és a Sagittarius címűeket, amelyeket Avril Bardoni fordított angolra 1987-ben. A kiadáshoz írt új bevezetőjében Cynthia Zarin amerikai költő és újságíró megjegyezte, hogy a helyszín ebben a két műben is „feltérképezi az érzelmi terepet”, akárcsak Ginzburg más műveiben: a lakás, a nappali, a kávézó, ahol az események zajlanak. A könyv tiszteletére rendezett könyvbemutatón Zarin és Jhumpa Lahiri regényíró Ginzburg műveinek és pályafutásának jelentőségéről beszélgettek.

## Díjai
- 1952, Veillon International Prize (Tutti i nostri ieri)[18][19]
- 1963, Strega-díj(wd) (Lessico famigliare)
- 1984, Bagutta-díj (La famiglia Manzoni)
- 1991, Az Amerikai Művészeti és Tudományos Akadémia(wd) külföldi tiszteletbeli tagja[20]

## Válogatott művei

### Regények és novellák
- La strada che va in città (1942)
- È stato così (1947)
- Tutti i nostri ieri (1952)
- Valentino (1957)
- Sagittario (1957)
- Le voci della sera (1961)
- Lessico famigliare (1963)
- Caro Michele (1973) – adapted for the film Caro Michele (1976)
- Famiglia (1977)
- La famiglia Manzoni (1983)
- La città e la casa (1984)

### Esszék
- Le piccole virtù (1962)
- Mai devi domandarmi (1970)
- Vita immaginaria (1974)
- Serena Cruz o la vera giustizia (1990)
- È difficile parlare di sé (1999)

### Drámai művek
- Ti ho sposato per allegria (1966)
- Fragola e panna (1966)
- La segretaria (1967)
- L'inserzione (1968) – 1968-ban a londoni Old Vic(wd) színházban mutatták be Sir Laurence Olivier rendezésében és Joan Plowright főszereplésével. (The Advertisement)
- La porta sbagliata (1968)
- Paese di mare (1968)
- Dialogo (1970)
- La parrucca (1973)
- La Poltrona (1985)
- L'intervista (1988)
- Il Cormorano (1991)

### Magyarul megjelent
- Baktérítő (Sagittario) – Európa, Budapest, 1957 (Modern könyvtár) · Fordította: Telegdi Polgár István
- Valamennyi tegnapunk (Tutti i nostri ieri) – Magvető, Budapest, 1979 (Világkönyvtár) · ISBN 9632710606 · Fordította: Zsámboki Zoltán
- Kedves Michele (Caro Michele) – Magvető, Budapest, 1980 (Rakéta regénytár) · ISBN 963271217x · Fordította: Telegdi Polgár István
- A város és az otthon (La città e la casa) – Magvető, Budapest, 1990 · ISBN 9631416917 · Fordította: Székely Éva, utószó: Székács Vera
- Családi szótár (Lessico famigliare) – Park, Budapest, 2025 · ISBN 9789633559161 · Fordította: Todero Anna

## További irodalom
- Giffuni, Cathe. „A Bibliography of the Writings of Natalia Ginzburg”, Bulletin of Bibliography, 1993. június 1., 139–144. oldal

## Fordítás
- Ez a szócikk részben vagy egészben  a   Natalia Ginzburg című angol Wikipédia-szócikk fordításán alapul.  Az eredeti cikk szerkesztőit annak laptörténete sorolja fel. Ez a jelzés csupán a megfogalmazás eredetét és a szerzői jogokat jelzi, nem szolgál a cikkben szereplő információk forrásmegjelöléseként.